# Pan de Cádiz
 (décembre 2021).
Le pan de Cádiz est un bonbon typique de Cadix composé d'une pâte de massepain remplie de confiture. Il est généralement composé de jaune d'œuf et de patates douces confites, qui est ensuite cuite au four. C'est cette opération de cuisson qui lui donne le nom de pan (pain). À Cadix, il est également connu sous le nom de turrón de Cádiz et est très populaire sur les tables de Noël.

## Caractéristiques
Son origine semble être dans une boulangerie de Cadix dans les années 1950.
Sur les tables de Noël espagnoles, il est courant de voir des morceaux d'un turrón mou à base de pâte d'amande avec des fruits confits à l'intérieur. Ce turrón, connu sous le nom de turrón de frutas, est une variante du turrón gaditano.